# جد ويفر
جد ويفر (بالإنجليزية: Jed Weaver)‏ هو لاعب كرة قدم أمريكية أمريكي، ولد في 11 أغسطس 1976 في بيند في الولايات المتحدة.

## وصلات خارجية
- جد ويفر على موقع مرجع كرة القدم المحترفة.كوم (الإنجليزية)